# تپه چغارمگه
تپه چغارمگه مربوط به هزاره سوم و ۲ قم است و در شهرستان چرداول، روستای بابامرادی علیا واقع شده و این اثر در تاریخ ۹ اردیبهشت ۱۳۸۲ با شمارهٔ ثبت ۸۴۷۹ به‌عنوان یکی از آثار ملی ایران به ثبت رسیده است.